# ソルジャー (ファイナルファンタジーVII)
ソルジャー（Soldier）は、スクウェア（現スクウェア・エニックス）のコンピュータゲーム『ファイナルファンタジーVII』に登場する神羅カンパニーの私設エリート兵士。
作品名は以下のように略記する。
- ファイナルファンタジーVII ⇒ FF VII
- ファイナルファンタジーVII アドベントチルドレン ⇒ FF VII AC
- ファイナルファンタジーVII アドベントチルドレン コンプリート ⇒ FF VII ACC
- ビフォア クライシス ファイナルファンタジーVII ⇒ BC FF VII
- クライシス コア ファイナルファンタジーVII ⇒ CC FF VII
- ダージュ オブ ケルベロス ファイナルファンタジーVII ⇒ DC FF VII
- ファイナルファンタジーVII エバークライシス ⇒ EC FF VII
- ラストオーダー ファイナルファンタジーVII ⇒ LO FF VII
- ファイナルファンタジーVII リメイク ⇒ FF VII R1
- ファイナルファンタジーVII リバース ⇒ FF VII R2

## 概要
ジェノバ細胞を埋め込まれた後、魔晄を浴びた者で、身体能力が飛躍的に向上するが、ジェノバに支配されないような強い精神を必要とする。外見上、瞳の色が魔晄のような青緑色になる。

## 管轄
神羅カンパニーのソルジャー部門の管轄であったが、後にソルジャー部門が治安維持部門と合併された。

### 統括
ラザード (Lazard)
声 - 森田順平
ソルジャー部門統括。部下をまとめ上げる能力が高く、多くのソルジャー達からの信頼が厚い人物。驚異的な早さで出世したが、後に神羅から失踪（会社からは殉職を発表される）。その後ソルジャー部門は治安維持部門へ合併された。
ハイデッカー (Heidegger)
声 - 長克巳
治安維持部門総括。タークスやソルジャーたちを配下に持つ神羅カンパニーの軍事力を統括する。神羅カンパニー創業当初から社長の側近として仕え、ウータイ戦争では司令官として活躍した。

## 階級
ソルジャークラス1st・2nd・3rdと三つの階級に分かれている。

### 1st
1stになるには、既に1stのソルジャーからの推薦と、ソルジャー統括の承認が必要となる。制服の色は黒だが制限が無い為、セフィロスやジェネシスのようにオリジナル服を着衣するソルジャーもいる。
セフィロス (Sephiroth)
声 -  森川智之 / 梅原裕一郎（少年時代）
「英雄」と言われた最強のソルジャー・クラス1st。ニブルヘイム出身。愛剣は大太刀「正宗」。
アンジール・ヒューレー (Angeal Hewley)
声 - 井上和彦 / 前野智昭（少年時代）
夢を持つこととソルジャーの誇りを胸に刻んでいるソルジャー・クラス1st。バノーラ村出身。愛剣はバスターソード。
ジェネシス・ラプソードス (Genesis Rhapsodos)
声 - Gackt
叙事詩「LOVELESS」を好むソルジャー・クラス1st。バノーラ村出身。愛剣は赤いレイピア。
ザックス・フェア (Zack Fair)
声 - 鈴村健一
『LO FF VII』および『CC FF VII』の主人公。英雄になることを夢見て家出同然でミッドガルに向かい、ソルジャー・クラス2ndとして採用。アンジールからの指導を受け推薦を得て、後に1stへ昇格。ゴンガガ出身。愛剣は神羅カンパニーより支給されたロングソードを使用していたが、後にアンジールから譲り受けたバスターソードを使用。

### 2nd
制服の色は紫紺。
カンセル (Kunsel)
声 - 北沢力
ザックスの友人でアンジールに憧れるソルジャー・クラス2nd。情報通であり神羅の裏情報について様々なアドバイスをしてくれる。
ルクシーレ (Luxiere)
ザックスを尊敬している素振りを見せるソルジャー・クラス2nd。

### 3rd
制服の色は青。
ローチェ(Roche)
声 - 三宅健太
異端のソルジャー・クラス3rd。通称、スピードジャンキー。ハイウェイバイク警備隊の隊長も務める。一介のバイク兵から昇格した異色の経歴を持つ。上位クラスに匹敵する実力を持ちながらも、バイク任務にしか就こうとしない為、昇進に縁がない。会社から支給されたロングソードを使用。

## P0
パッシブタイプと呼ばれる初期型ソルジャーを指す階級で「ソルジャー・クラスP0（パッシブ・ゼロ）」。“ソルジャー計画・プロジェクト0”に参加して、最上位の成績を収めた者から選抜されている。
グレン・ロズブローク（Glenn Lodbrok）
声 - 濱野大輝
『CC FF VII』『BC FF VII』の時代では存在自体が抹消された神羅カンパニーのソルジャー・クラスP0の一人。多額な報酬目当てに危険な任務に挑む。
マット・ウィンザード（Matt Winsord）
声 - 小林千晃
ソルジャー・クラスP0の一人。本人は嫌悪しているが、グレンやルティアからは「ハカセ」と呼ばれている。
ルティア・リン（Lucia Lin）
声 - 田中有紀
ソルジャー・クラスP0の一人。狙撃に異常な執着を持ち、そのために危険な任務に挑む。

## ソルジャー関係者
エッサイ、セバスチャン
ソルジャーでザックスの友人。ザックスとタークスと共にアイシクルロッジを調査しに現地へ赴く。
ブロード (Broden)
声 - 藤真秀
元ソルジャー。現在は退役し、カームで宿屋「カーム・イン」のオーナーとなる。

## ディープ グラウンド ソルジャー
通称DGソルジャー、DGS（Deepground SOLDIERの略）。ディープグラウンドで作られたという意味でDGとも通称される。ソルジャーの研究施設「ディープグラウンド（略称はDG）」の産物で、エリート集団は「ツヴィエート(Tsviet)」と呼ばれている。
シェルク・ルーイ (Shelke Rui)
声 - 折笠富美子
通称「無式のシェルク (Shelke the Transparent) 」。
アスール (Azul)
声 - 玄田哲章
通称「蒼きアスール (Azul the Cerulean) 」。
ロッソ (Rosso)
声 - 田中敦子
通称「朱のロッソ (Rosso the Crimson) 」。
ネロ (Nero)
声 - 置鮎龍太郎
通称「漆黒の闇ネロ (Nero the Sable) 」。
ヴァイス (Vice)
声 - 中田譲治
通称「純白の帝王ヴァイス (Vice the Immaculate) 」。
アルジェント (Argento)
声 - 松田夏穂
通称「銀色のアルジェント」。
レストリクター (Restrictor)
声 - 緑川光
「ロストフォース(Lost Force)」と呼ばれる、存在しないはずの部隊「ソルジャー第14部隊」の者たち。